# Kristinn Jakobsson
Kristinn Jakobsson (Kópavogur, 11 giugno 1969) è un ex arbitro di calcio islandese.

## Carriera
Jakobsson è internazionale sin dal 1997.
In campo europeo comincia però ad essere impiegato con una certa continuità quattro anni dopo, a partire dal 2001.
Le prime designazioni lo portano a dirigere tre partite ai mondiali di calcio Under 17 del 2001, tra cui un quarto di finale. Si tratta della sua prima importante esperienza in campo internazionale.
Il 25 aprile del 2001 fa il suo esordio in una gara ufficiale tra nazionali maggiori, dirigendo la vittoria dell'Irlanda contro Andorra 3-1, valida per le qualificazioni ai mondiali del 2002. Sempre nello stesso anno riceve la sua prima designazione in Coppa UEFA.
La sua carriera comincia a decollare, e gradualmente ottiene designazioni più importanti: ricevuta la fase a gironi della Coppa UEFA nel 2004,  parallelamente è impegnato in partite tra nazionali valide per le qualificazioni ai mondiali in Germania del 2006.
Nel 2006 è chiamato a dirigere al Campionato europeo di calcio Under-19 2006 in Polonia, dove arbitra anche la finale, disputatasi nell'occasione tra Scozia e Spagna.
Dirige in seguito partite valide per le qualificazioni agli europei del 2008 in Austria e Svizzera.
Il 2008 è un anno importante per Jakobsson: dapprima ricopre l'incarico di quarto uomo agli europei e in seguito, il 26 novembre, ottiene la designazione per una partita della fase a gironi della Champions di quell'anno,  l'incontro tra Shakhtar Donetsk e Basilea.  Si tratta infatti della prima designazione in assoluto di un fischietto islandese in questa fase della massima competizione europea per club.